# Mont Ishizuchi
Le mont Ishizuchi (石鎚山, Ishizuchi-san) est un volcan du Japon situé près de Saijō et Kumakōgen dans la préfecture d'Ehime, dans la région de Shikoku. Il fait partie des 100 montagnes célèbres du Japon.

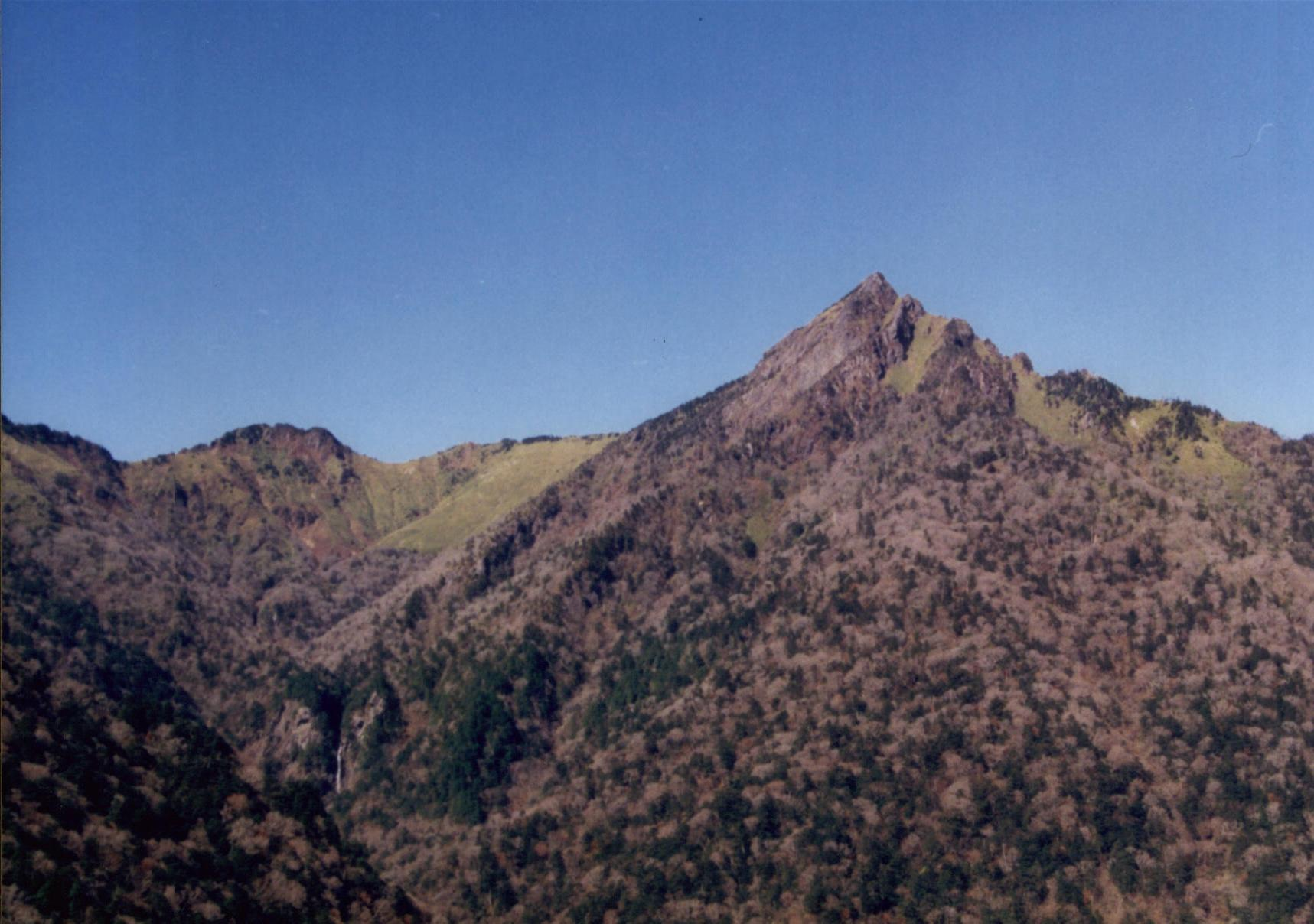
Vue du mont Ishizuchi depuis le sud.

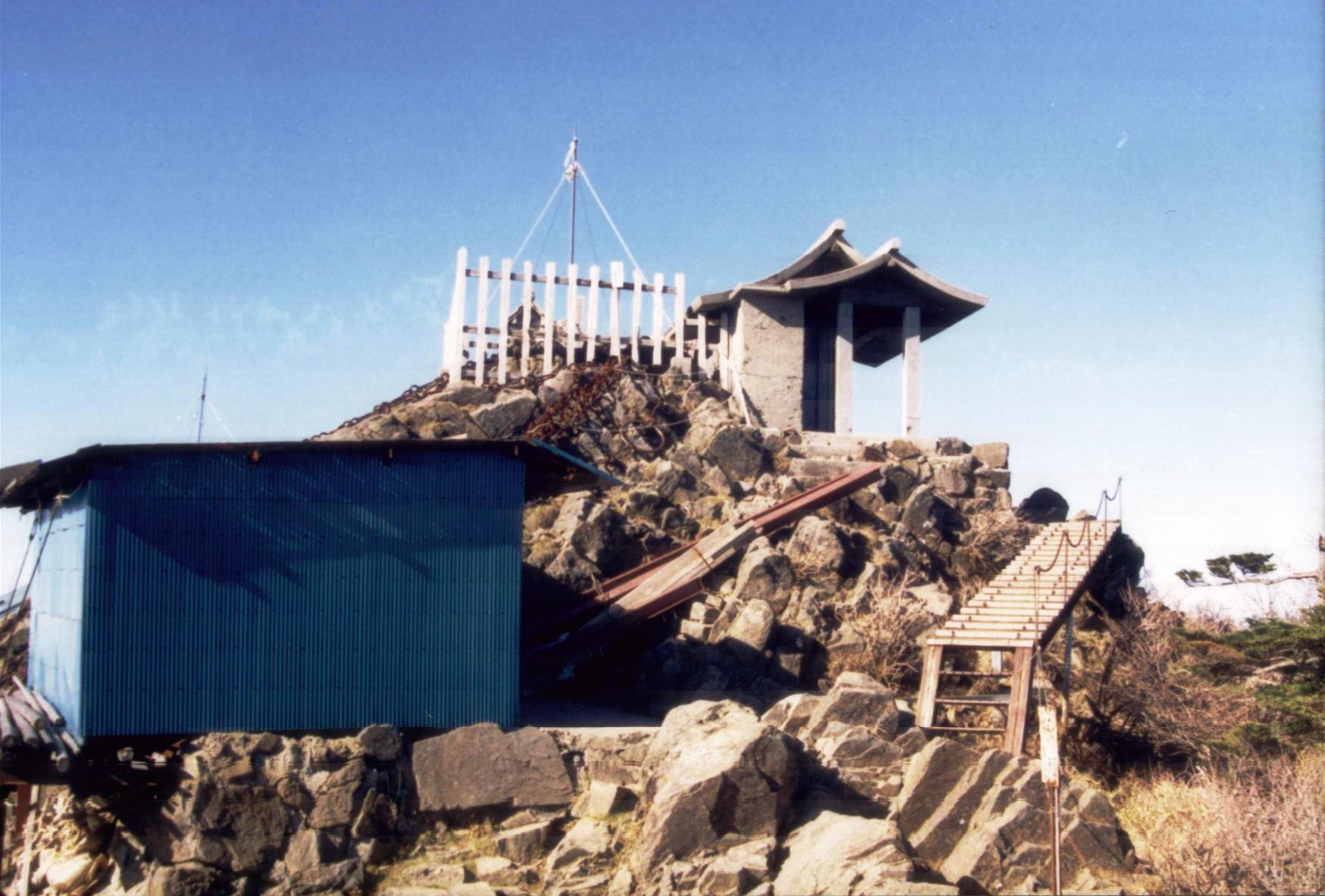
Vue du sommet du mont Ishizuchi.